# مسيحيون ترك
المسيحيون التُرك هم أشخاص ينتمون للشعوب التركية ويتبعون الديانة المسيحية. تقيم في شمال ووسط وغرب أوراسيا، ويتحدثون مجموعة لغات تنتمي لعائلة اللغات التركية. المسيحيون هم أقليّة بين الشعوب التركية بإستثناء الكاكوز والتشوفاش والکیراشین تاتار والياكوت والخاكيون، وهي شعوب تركية تعتنق أغلبها المسيحية على مذهب الكنيسة الأرثوذكسية الشرقية.

## أغلبية

### الكاكوز
يقطن معظم شعب الكاكوز في جنوب جمهورية مولدوفا؛ في مقاطعة (گاگاؤزيا)، وهناك اعداد كبيرة منهم تسكن في جنوب غرب أوكرانيا في منطقة (بودياك)، وجنوب شرق رومانيا في محافظة دوبروجيا. صُنّف الكاكاؤز جينيًا على أنهم ينتمون إلى المجموعات التي تنتمي إلى الشعوب الاناضولية التي تقطن في جنوب شرقي أوروبا. وعلى خلاف معظم الشعوب التوركية، فالگاگاؤز معظمهم مسيحيون ينتمون إلى الكنيسة الأرثوذكسية الشرقية.

### تشوفاش
يعيش التشوفاش وهم عرقية تركية، على ضفاف نهر الفولغا في جمهورية تشوفاشيا الروسية. وخلافًا للشعب التتري لم يعتنق دين الإسلام، والجزء الأكبر منهم دخل المسيحية.

### کیراشین تاتار
الکیراشین تاتار وهي مجموعة فرعية من تتار الفولغا، وهم من المسيحيين الأرثوذكس وبالتالي تطورّت بينهم هوية متميزة إذ يعترون أنفسهم بأنهم مختلفون عن التتار الأخرون على الرغم من أن معظم اللهجات كيراشين تختلف قليلًا فقط من اللهجة المركزية للغة التتار. يذكر أنه حوالي 6% من تتار روسيا يعتقنون المسيحية على المذهب الأرثوذكسي.

## أقلية

### الأتراك
في السنوات الأخيرة تحولت أعداد من الأتراك المسلمين في تركيا وقبرص الشمالية إلى الديانة المسيحية. في تقرير نشرته صحفية ميليت أشارت إلى أن 35,000 تركي تحول للمسيحية سنة 2008 خاصًة إلى المذهب البروتستانتي الانجيلي. وينضوي تحت رابطة الكنائس البروتستانتية في تركيا وحدها بين 4,000-5,000 مسيحي من العرقية والشعب التركي. في عام 2020 قدرت أعداد البروتستانت الأتراك في الجمهورية التركية بحوالي 10,000 شخص. وذكرت تقارير تعود لسنة 2010 أن نحو 300 عائلة تركية تعيش في قبرص التركية قد ارتدت عن الإسلام واعتنقت المسيحية. وبحسب إحصائيّة تعود إلى سنة 2001 تصل نسبة المسيحيين بين الأقلية التركيّة في بلغاريا حوالي 1.3% أي 10,052 نسمة. منهم 5,425 تركي ينتمون إلى الكنيسة الأرثوذكسية الشرقية، وحوالي 2,561 تركي ينتمون إلى الكنيسة الرومانية الكاثوليكية وحوالي 2,066 تركي بروتستانتي.

### الآذر
أشارت بعض التقارير إلى ظاهرة نمو المسيحية في البلاد، إذ تحوّل 5,000 أذري إلى الديانة المسيحية في الآونة الأخيرة. يذكر أن عدد المسيحيين في أذربيجان يصل إلى حوالي 280,000 الأّ أن الأغلبية العظمى منهم أصولهم العرقية سلافية.

### شعوب آسيا الوسطى
في دول آسيا الوسطى أي كل من أوزبكستان وتركمانستان وكازاخستان وطاجكستان وقيرغيزستان؛ تضم حوالي 5,820,000 مليون مسيحي. الأغلبيّة العظمى من مسيحيي هذه المنطقة من عرقيات سلافية وتتبع الكنيسة الروسية الأرثوذكسية. ومن بين مسيحيي المنطقة هناك 60,000 مسيحي من عرقية الكازاخ، و19,000 مسيحي من عرقية القيرغيز، و10,000 مسيحي من عرقية الأوزبك. و10,000 مسيحي من عرقية التركمان.